# Шэньчжоу-3
Шэньчжоу-3 (кит. 神舟3号) — беспилотный космический корабль КНР. Третий из кораблей серии «Шэньчжоу».

## Цель полёта
Должна быть отработана система для полёта человека в космос. Если эксперименты пройдут успешно следующий беспилотный полёт будет заключительным перед пилотируемым.
Корабль состоял из орбитального модуля, возвращаемого аппарата и дополнительного модуля. По сообщению агентства Синьхуа, программа полета рассчитана на 6,5 суток, в кабине космического корабля находился манекен. Во время полета были осуществлены эксперименты в области систем жизнеобеспечения, космического материаловедения, астрономии, физики и микрогравитации.
Эксперименты по имитации полета человека, проведенные на космическом корабле «Шэньчжоу-3», дали хорошие результаты. Полученные от экспериментов данные свидетельствуют, что установленные в модуле корабля системы гарантии жизни вполне могут удовлетворить медицинским требованиям к полёту человека в космосе.